# رصاد
رَصَّاد أو أبو صُبَيْرَة (الاسم العلمي Tityra)، جنس طير من الجواثم سنيات المناقير وفصيلة الرصاديات. أنواعه 3 منتشرة في مختلف مناطق أمريكا الجنوبية وأمريكا الوسطى. تألف الغابات وتجثم على قنن الأشجار وتترصد الحشرات لأفتراسها. أجسامها ربعة تطول من 20 إلى 25 سم. أثوابها مختلفة الألوان تكثر فيها الشقحة والشبهة والسواد والبياض. تتميز بمناقيدها الضليعة وبأذنابها المقعرة. قوتها الحشرات على أختلاف أنواعها وبعض الثمار العنبية البرية.